# Demokraatti
Demokraatti est une revue de langue finnoise et l'organe du Parti social-démocrate de Finlande publiée à Helsinki en Finlande.

## Histoire

### Työmies
Le journal Työmies est fondé par l'opposition radicale de l'Association des travailleurs d'Helsinki. 
Le magazine commence à paraître le 2 mars 1895 une fois par semaine.
Il est publié six jours par semaine en 1899 à la suite de la fondation du Parti social-démocrate finlandais.
Le dernier numéro du magazine Työmies, publié durant la guerre civile, est publié le 12 avril 1918, lorsque les Allemands débarqués à Hanko arrivent à Helsinki. 
À ce moment, le rédacteur en chef le plus ancien de l'histoire du magazine (1901-1918) Edvard Valpas-Hänninen a déjà fui Helsinki pour la  Russie soviétique. 
Avant lui, les journalistes de la  Délégation du peuple finlandais, Yrjö Sirola, Eero Haapalainen, Otto Wille Kuusinen, Jussi Lumivuokko, Evert Eloranta et Emil Elo ont déjà fui. 
Le dernier numéro du magazine Työmies est édité par le rédacteur en chef Algot Untola. Algot Untola sera abattu sur le chemin de Suomenlinna à Santahamina, où les prisonniers étaient emmenés pour être exécutés.

### Suomen Sosialidemokraatti
À la fin de la guerre civile finlandaise, un numéro du magazine est rédigé le 6 mai 1918. 
Le numéro condamne le bolchevisme, mais sa publication n'est pas autorisée car il promettait de relancer le mouvement ouvrier. 
Le magazine est publié pour la deuxième fois le 12 septembre 1918, à nouveau édité par Matti Paasivuori et intitulé Suomen Sosialidemokraatti (Le social-démocrate de Finlande).
Mais le magazine n'est pas autorisé de continuer à paraître.
À la mi-décembre 1918, la publication du magazine est autorisée et il paraît sous le nom de Suomen Sosialidemokraatti.

### Demari
En 1988, Suomen Sosialidemokraatti est rebaptisé Demari et le rédacteur en chef est Jukka Halonen.

### Uutispäivä Demari
Le 1er février 2001, le magazine est rebaptisé Uutispäivä Demari. 
À cette époque, Demari fusionne avec les éditions régionales Pirkanmaan Demari, Pohjanmaan Demari et Turku Päivälehti. Le magazine est le plus grand organe de pari en Finlande.

### Demokraatti
le 1er mars 2012 Uutispäivä Demari est renommé Demokraatti.
À partir de janvier 2016, le magazine paraît une fois par semaine,.
En janvier 2019, le magazine est passé d'un journal à un magazine et a commencé à paraître toutes les deux semaines.

## Rédacteurs en chef
Työmies
- Aatami Hermanni Karvonen 1895–1896
- Matti Kurikka 1897–1899
- A. B. Mäkelä 1900–1901
- Edvard Valpas-Hänninen 1901–1918

Suomen Sosialidemokraatti
- Matti Paasivuori 1918[5]
- Hannes Ryömä 1918–1922
- Johan Fredrik Aalto 1922–1923
- Anton Huotari 1923–1931
- Eino Kilpi 1932–1947
- Unto Varjonen 1947–1948
- Penna Tervo 1948–1951
- Atte Pohjanmaa 1952–1968
- Pauli Burman 1968–1974
- Aimo Kairamo 1974–1984
- Seppo Heikki Salonen 1984–1988

Demari
- Jukka Halonen 1988–1997

Uutispäivä Demari
- Kari Arola 1997–2006
- Juha Peltonen 2006–2012

Demokraatti
- Juha Peltonen 2012–2013
- Antti Vuorenrinne 2013–2015
- Mikko Salmi 2015–2019[2]